# Vernon (Canada)
Vernon is een stad in de Canadese provincie Brits-Columbia. De stad ligt ten noorden van Kelowna, aan het Okanaganmeer, in de Okanagan-vallei in het zuidoosten van de provincie. Vernon heeft 38.150 inwoners (2011). Als de buitenwijken worden meegeteld, bedraagt het aantal inwoners 58.584 (2011). Een inwoner van de stad wordt een Vernonite genoemd. 
Jaarlijks wordt in Vernon het Vernon Winter Carnival gehouden. Een ander jaarlijks evenement is het Komasket Music Festival, dat in augustus plaatsvindt. Vernon is een populaire toeristische bestemming, vooral voor inwoners van Vancouver en Calgary. Er liggen meerdere wintersportgebieden rond de stad. De autoracebaan Motoplex Speedway ligt ten noorden van de stad. Curling is een populaire sport in Vernon en het wereldkampioenschap curling voor vrouwen in 2008 vond plaats in de stad.
Vernon heeft een klein vliegveld, Vernon Regional Airport. De stad ligt aan drie provinciale snelwegen: Highway 97 (richting de grens met de Verenigde Staten), Highway 97A (die in Vernon begint) en Highway 6 (die in Vernon eindigt).
De hogeronderwijsinstelling Okanagan College heeft een campus in Vernon.
Vernon, vernoemd naar de Brits-Canadese militair en politicus Forbes George Vernon, werd erkend als stad op 30 december 1892. Tijdens de Eerste en Tweede Wereldoorlog was Vernon van belang als trainingslocatie voor Canadese soldaten. Ook waren hier tijdens beide wereldoorlogen concentratiekampen, tijdens de Eerste Wereldoorlog voor Canadezen van Oekraïense afkomst en tijdens de Tweede Wereldoorlog voor Canadezen van Japanse afkomst. 
Het Amerikaanse tijdschrift Consumer Reports noemde Vernon een van de aantrekkelijkste woonplaatsen in Canada voor gepensioneerden.

## Bekende inwoners
- Alice Barrett Parke (1861-1952), pionier en dagboekschrijfster
- Lykele Faber (1919-2009), Nederlands geheim agent tijdens de Tweede Wereldoorlog
- Larry Kwong (1923-2018), ijshockeyspeler; eerste Canadees van Chinese afkomst die in de National Hockey League speelde
- Daniel Powter (1971), zanger
- Jerred Smithson (1979), ijshockeyspeler
- Eric Brewer (1979), ijshockeyspeler
- Eric Godard (1980), ijshockeyspeler
- Andrew Ebbett (1983), ijshockeyspeler
- Thomas James Schiller (1986), freestyleskiër
- Vasek Pospisil (1990), tennisspeler
- Elena Gaskell (2001), freestyleskiester

## Stedenbanden
- Frankenburg am Hausruck, Oostenrijk
- Modesto, Verenigde Staten
- Saint-Lambert (Quebec), Canada
- Tavullia, Italië
- Tome, Japan